# Xiao Baojuan
Xiao Baojuan (蕭寶卷) (483-501), né Xiao  Mingxian (蕭明賢), plus communément appelé par son nom posthume, marquis de Donghun (東昏侯), était un empereur de la dynastie Qi du Sud. Il est connu comme un dirigeant violent ayant exécuté des hauts responsables par caprice, ce qui a provoqué plusieurs rébellions. Lors de la dernière, il a été renversé par un de ses généraux, Xiao Yan. Celui-ci a ensuite fondé la dynastie Liang.  Xiao Yan a rétrogradé Xiao Baojuan à son titre posthume (nom donné après la mort) après l’avoir tué lors du siège de la capitale, Jiankang.

## Biographie
Xiao Baojuan naît en 483 sous le nom de Xiao Mingxian. Il est le fils de Xiao Luan, haut responsable promu premier ministre par l’empereur Xiao Zhaoye. Cet empereur tente de tuer Xiao Luan mais celui-ci prend les devants et tue l’empereur. Profitant de la place libre, Xiao Luan devient l’empereur Ming et fonde la dynastie Qi du Sud. Xiao Baojuan prend alors le trône : il était en effet prince héritier, puisque son frère aîné était un fils illégitime. 

## Jeunesse
L’empereur Ming lui dit souvent comment Xiao Zhaoye avait envisagé de le tuer, et l'avertit qu’il doit agir de manière décisive. On dit aussi qu'il n'aimait pas les études mais qu'il aimait plutôt passer du temps à jouer à des jeux et qu'il était un introverti qui n'aimait pas parler. En 495, son père lui donne la fille de son fonctionnaire Chu Cheng (澄), Chu Lingqu, comme princesse héritière en mariage. En 496, il a une cérémonie de passage à l'âge adulte (passage de diverses épreuves).

## Règne
En 498, lors de la rébellion du général à la retraite Wang Jingze (王敬 則), bien que l'armée de Wang soit à quelque distance de la capitale Jiankang, Xiao Baojuan confond l'incendie avec le signe que l'armée de Wang est proche de la capitale, et est attrapé en tentant de fuir, mais par la suite l'armée de Wang est vaincue.
En 500, les troupes des Qi subissent une lourde défaite face aux armées des Wei du Nord à la confluence des rivières Fei et Huai, perdant d'importants territoires. À ce moment, plusieurs provinces de l'empire entrent en rébellion : le frère de l'empereur, Xiao Baorong (6), revendique le trône impérial depuis sa base de Jiangling, la principale cité de la région du Moyen Yangzi, et est désigné souverain rival à Xiao Baojuan en 501. Xiao Baojuan est tué par ses gardes lors d'une mutinerie.